# مارک دمپسی (بازیکن فوتبال اهل انگلستان)
مارک دمپسی (انگلیسی: Mark Dempsey؛ زادهٔ ۱۴ ژانویهٔ ۱۹۶۴) بازیکن فوتبال اهل بریتانیا است.
از باشگاه‌هایی که در آن بازی کرده‌است می‌توان به باشگاه فوتبال سوئیندون تاون، باشگاه فوتبال روترهام یونایتد، باشگاه فوتبال مکلسفیلد تاون، باشگاه فوتبال شفیلد یونایتد، باشگاه فوتبال چسترفیلد، و باشگاه فوتبال منچستر یونایتد اشاره کرد.